# Leksands tingslags valkrets
Leksands tingslags valkrets var från och med extravalet 1887 till valet 1908 en egen valkrets till andra kammaren med ett mandat. I valen 1887–1890 var valkretsens namn Leksands, Åls och Bjursås tingslags valkrets; det slutliga namnet tillkom i valet 1893. Valkretsen, som ungefär motsvarade dagens Leksands kommun, avskaffades vid införandet av proportionellt valsystem i valet 1911 och uppgick då i Kopparbergs läns norra valkrets. 

## Riksdagsmän
- Liss Olof Larsson, lmp (2/5–20/6 1887)
- Under återstoden av 1887 års andra riksdag (till 9/7) var riksdagsmandatet vakant
- Liss Olof Larsson, nya lmp (1888–1890)
- Daniel Persson, gamla lmp 1891–1894, lmp 1895, vilde 1896–1899, lib s 1900–1911 (1891–1911)

## Valresultat

### 1896
| Andrakammarvalet i Sverige 1896: Leksands tingslags valkrets | Andrakammarvalet i Sverige 1896: Leksands tingslags valkrets | Andrakammarvalet i Sverige 1896: Leksands tingslags valkrets | Andrakammarvalet i Sverige 1896: Leksands tingslags valkrets | Andrakammarvalet i Sverige 1896: Leksands tingslags valkrets | Andrakammarvalet i Sverige 1896: Leksands tingslags valkrets |
| Parti                                                        | Parti                                                        | Kandidat                                                     | Röster                                                       | %                                                            | ±                                                            |
| ------------------------------------------------------------ | ------------------------------------------------------------ | ------------------------------------------------------------ | ------------------------------------------------------------ | ------------------------------------------------------------ | ------------------------------------------------------------ |
|                                                              | Obunden frihandelsvän                                        | Daniel Persson                                               | 779                                                          | 76,5                                                         |                                                              |
|                                                              | Obunden protektionist                                        | A. Thorell                                                   | 232                                                          | 22,8                                                         |                                                              |
|                                                              | Annat                                                        | Övriga                                                       | 7                                                            | 0,7                                                          |                                                              |
| Valdeltagande                                                | Valdeltagande                                                | Valdeltagande                                                | 1,029                                                        | 51,7                                                         |                                                              |

### 1899
| Andrakammarvalet i Sverige 1899: Leksands tingslags valkrets | Andrakammarvalet i Sverige 1899: Leksands tingslags valkrets | Andrakammarvalet i Sverige 1899: Leksands tingslags valkrets | Andrakammarvalet i Sverige 1899: Leksands tingslags valkrets | Andrakammarvalet i Sverige 1899: Leksands tingslags valkrets | Andrakammarvalet i Sverige 1899: Leksands tingslags valkrets |
| Parti                                                        | Parti                                                        | Kandidat                                                     | Röster                                                       | %                                                            | ±                                                            |
| ------------------------------------------------------------ | ------------------------------------------------------------ | ------------------------------------------------------------ | ------------------------------------------------------------ | ------------------------------------------------------------ | ------------------------------------------------------------ |
|                                                              | Liberala samlingspartiet                                     | Daniel Persson                                               | 712                                                          | 88,8                                                         | +12,3                                                        |
|                                                              | Annat                                                        | Olof Olsson i Ål                                             | 84                                                           | 10,5                                                         |                                                              |
|                                                              | Annat                                                        | Övriga                                                       | 6                                                            | 0,7                                                          |                                                              |
| Valdeltagande                                                | Valdeltagande                                                | Valdeltagande                                                | 804                                                          | 35,0                                                         |                                                              |

Valet ägde rum den 11 september 1899.

### 1902
| Andrakammarvalet i Sverige 1902: Leksands tingslags valkrets | Andrakammarvalet i Sverige 1902: Leksands tingslags valkrets | Andrakammarvalet i Sverige 1902: Leksands tingslags valkrets | Andrakammarvalet i Sverige 1902: Leksands tingslags valkrets | Andrakammarvalet i Sverige 1902: Leksands tingslags valkrets | Andrakammarvalet i Sverige 1902: Leksands tingslags valkrets |
| Parti                                                        | Parti                                                        | Kandidat                                                     | Röster                                                       | %                                                            | ±                                                            |
| ------------------------------------------------------------ | ------------------------------------------------------------ | ------------------------------------------------------------ | ------------------------------------------------------------ | ------------------------------------------------------------ | ------------------------------------------------------------ |
|                                                              | Liberala samlingspartiet                                     | Daniel Persson                                               | 533                                                          | 98,0                                                         | +9,2                                                         |
|                                                              | Annat                                                        | Närmaste kandidat                                            | 4                                                            | 0,7                                                          |                                                              |
|                                                              | Annat                                                        | Övriga                                                       | 7                                                            | 1,3                                                          |                                                              |
| Valdeltagande                                                | Valdeltagande                                                | Valdeltagande                                                | 546                                                          | 23,3                                                         |                                                              |

Valet ägde rum den 15 september 1902.

### 1905
| Andrakammarvalet i Sverige 1905: Leksands tingslags valkrets | Andrakammarvalet i Sverige 1905: Leksands tingslags valkrets | Andrakammarvalet i Sverige 1905: Leksands tingslags valkrets | Andrakammarvalet i Sverige 1905: Leksands tingslags valkrets | Andrakammarvalet i Sverige 1905: Leksands tingslags valkrets | Andrakammarvalet i Sverige 1905: Leksands tingslags valkrets |
| Parti                                                        | Parti                                                        | Kandidat                                                     | Röster                                                       | %                                                            | ±                                                            |
| ------------------------------------------------------------ | ------------------------------------------------------------ | ------------------------------------------------------------ | ------------------------------------------------------------ | ------------------------------------------------------------ | ------------------------------------------------------------ |
|                                                              | Liberala samlingspartiet                                     | Daniel Persson                                               | 464                                                          | 98,7                                                         | +0,7                                                         |
|                                                              | Annat                                                        | Närmaste kandidat                                            | 2                                                            | 0,4                                                          |                                                              |
|                                                              | Annat                                                        | Övriga                                                       | 4                                                            | 0,9                                                          |                                                              |
| Valdeltagande                                                | Valdeltagande                                                | Valdeltagande                                                | 471                                                          | 19,0                                                         |                                                              |

Valet ägde rum den 18 september 1905.

### 1908
| Andrakammarvalet i Sverige 1908: Leksands tingslags valkrets | Andrakammarvalet i Sverige 1908: Leksands tingslags valkrets | Andrakammarvalet i Sverige 1908: Leksands tingslags valkrets | Andrakammarvalet i Sverige 1908: Leksands tingslags valkrets | Andrakammarvalet i Sverige 1908: Leksands tingslags valkrets | Andrakammarvalet i Sverige 1908: Leksands tingslags valkrets |
| Parti                                                        | Parti                                                        | Kandidat                                                     | Röster                                                       | %                                                            | ±                                                            |
| ------------------------------------------------------------ | ------------------------------------------------------------ | ------------------------------------------------------------ | ------------------------------------------------------------ | ------------------------------------------------------------ | ------------------------------------------------------------ |
|                                                              | Liberala samlingspartiet                                     | Daniel Persson                                               | 623                                                          | 99,4                                                         | +0,7                                                         |
|                                                              | Annat                                                        | Närmaste kandidat                                            | 2                                                            | 0,3                                                          |                                                              |
|                                                              | Annat                                                        | Övriga                                                       | 2                                                            | 0,3                                                          |                                                              |
| Valdeltagande                                                | Valdeltagande                                                | Valdeltagande                                                | 629                                                          | 24,8                                                         |                                                              |

Valet ägde rum den 20 september 1908.